# サモスのアシオス
サモスのアシオス（古希:  Ἄσιος ὁ Σάμιος , 英:  Asius of Samos）は、紀元前6世紀頃のサモス島出身の詩人である。アシオスは叙事詩およびエレゲイア詩を歌ったが、その作品は他の古代の著述家の言及による断片の形でのみ生き残っている。

## 概要
アシオスはローマ時代にはほとんど忘れ去られており、現在伝わる13の断片の大部分がパウサニアスに由来している。それ以外ではストラボン、アポロドロス、アテナイオス、『オデュッセイア』の古註がわずかな断片を含んでいるに過ぎない。アシオス自身については、パウサニアスは彼がサモス島の出身であること、また彼の父親の名前がアムピプトレモスであることぐらいしか伝えていない。彼の生きた時代は紀元前6世紀の古風な文芸運動に合ったスタイルと内容から推測される。古代には作品のタイトルや梗概が残されなかったため、彼の作品の数、範囲、焦点は不明だが、古代の証言と断片自体の内容から判断すると、ヘシオドスの『名婦列伝』に匹敵する断片的な系譜叙事詩に特化していたようである。アシオスの保存された系譜は故郷のサモス島に関する伝承の詳細に加えて、ヘシオドスのボイオティア地方が重要な関心事であることを示している。彼の六脚韻詩から生き残った13個の断片に加えて、エレゲイア詩には短く不可解な断片がある。彼のエレゲイア詩はアテナイオスによって引用されたものを除いて失われた。